# Антун Михановић
Антун Михановић (Загреб, 10. јун 1796 — Нови Двори Клањечки код Клањца, 14. новембар 1861) био је хрватски књижевник, правник и дипломата. Познат је као аутор текстописац хрватске химне Лијепа наша домовино.

## Биографија
Антун Михановић је рођен у Загребу, на Хармеци, данас главни загребачки трг, Трг бана Јелачића, у малој једноспратној кући на северној страни трга, уз данашњу Сплавницу. Родна кућа више не постоји, срушена је у земљотресу 1880. године.
У Загребу је завршио пучку школу, гимназију и филозофију, а у Бечу је завршио право. После завршетка студија вратио се у Загреб, где је започео војничку службу, али је брзо морао да је напусти због здравља. После тога се више није враћао у Загреб. Током неколико наредних година обављао је војну службу, као војни судија у Венецији и Падови, Будиму и Ријеци и др. После тога се посветио политици. Прво је од 1823. године радио као секретар грофа Фрање Урменија, гувернера Ријечког и Угарског приморја. На наговор гувернера је отишао у Пожун (данас Братислава), седиште хрватско-угарског сабора, на коме је од 1825 —1827. године представљао Ријеку, заједно с Андријом Људевитом Адамичем био заговорник ријечких грађанских интереса. На сабору је остао запажен по својим наступима, који су узнемиравали старе конзервативце на седницама, тако да у тој фунцкији није дуго остао због својих либералних ставова. Године 1836. постао је први аустријски конзул у Београду.
За време боравка у Београду, остао је запамћен као веома културан, образован и темпераментан човек. Често је посећивао посела, која су се организовала у дому господара Јеврема, у то време један од најпросвећенијих у граду. Током посела се развила велика Антунова љубав према Анки, трећој ћерки господара Јеврема. Надахнут великом љубављу, у част Анкине лепоте, младости и отмености, Михановић је испевао свој чувени сонет „Виђење“ и песму „Камена дјева“, која је била компонована и као врло популарна песма се певала по целој Србији и Војводини у 19. веку. Међутим, на захтев кнеза Милоша, крајем 1838. године, бечки двор је морао да опозове Михановића, из политичких разлога, јер је на двору кнеза Милоша преовладао утицај француске и енглеске дипломатије, тако да је Михановић са великом тугом напустио Београд и заувек се раставио од своје велике љубави.
У функцији конзула, радио је и у Солуну, Трапезунту, Смирни, Цариграду и Букурешту.
Аутор је брошуре на кајкавском говору: „Реч домовине о хасновитости писања ву домородном језику“, објављеној у Бечу 1815. године, где је изнео своје просветитељске и романтичне идеје о употреби народног језика и тражи да се латинског језика укине из јавног живота као службени језик. Из ових идеја касније се развио програм Хрватског народног препорода Људевита Гаја и других припадника Илирског покрета.
Ипак, највећу славу Михановић је стекао док је живео у Ријеци (1823—1836), са песмом „Хорватска домовина“, чији је први стих гласио Лијепа наша домовино. Песму је, као свој допринос Илирском покрету, послао у штампаном облику Људевиту Гају да је први пут објави у десетом броју часописа Даница, 14. марта 1835.
Бавио се прикупљањем старословенских рукописа. У Венецији је 1818. пронашао рукопис Гундулићевог Османа те подстакао његово објављивање. А 1843. године у светогорском манастиру Зограф, пронашао је Зографско јеванђеље, старословенски глагољски кодекс са ћириличним додатком из 10—11 века, написан у Бугарској
Пензионисао се 1858. године, као министарски саветник и од тада је живео у Новим Дворима (Двор Миханић), у близини Клањца у Хрватском Загорју, на граници са Словенијом, све до смрти 1861. године. Сахрањен је на Старом гробљу у Клањцу, где је педестих година прошлог века подигнут спомен парк.
Године 1910. Клањчани су му подигли бисту, рад Роберта Франгеша Михановића. У граду се налази и мали меморијални музеј, са његовим радовима.

## Дворац Михановић
Антун је често боравио у дворцу, који су у 18. веку саградили грофови Ердеди. Дворац је прешао у руке бана Јосипа Бригљевића, мужа Антунове сестре. По Антуну, дворац и данас носи име „Дворац Михановић“, који је реконструисан и обновљен 1983. године. Данас је то познати угоститељски објекат за одржавање разних свечаности.

## Улица у Загребу
У његову част, у Загребу је почетком 20. века, улица која спаја Старчевићев и Марулићев трг, добила име Антун Михановић.